# Zvučni efekti (film)
Zvučni efekti su reprodukcija svakodnevnih zvučnih efekata koji se dodaju filmovima, video zapisima i drugim medijima u postprodukciji radi poboljšanja kvaliteta zvuka. Ovi reprodukovani zvukovi, često nazvani po umetniku zvučnih efekata Džeku Foliju, mogu biti bilo šta, od zamaha odeće i koraka do škripavih vrata i razbijanja stakla. Folijevi zvukovi se koriste za poboljšanje slušnog doživljaja filma. Oni se takođe mogu koristiti za prikrivanje neželjenih zvukova zabeleženih tokom snimanja filma, poput letenja avionima ili saobraćajnih zvukova.

## Istorija
Ono što se danas naziva zvučnim efektima nastalo je kao dodavanje zvukova u direktne prenose radio-drama iz radio-studija širom sveta ranih 1920-ih. Snimci fonografa iz tog doba nisu bili dovoljnog kvaliteta ili fleksibilnosti da bi verno reprodukovali većinu zvučnih efekata po potrevi, te je osoba sa zvučnim efektima morala da stvara sve zvukove za radio predstave uživo. Džek Donovan Foli počeo je da radi sa Juniversal pikčers 1914. godine tokom ere nemog filma. Kada su Varner studiji objavili Džez pevača, svoj prvi film koji uključuje zvuk, Juniversalu je bilo jasno da treba da ostane konkurentan i pozvao je da se jave svi zaposleni koji imaju radio iskustvo. Foli je postao deo zvučne ekipe koja je pretvorila Juniverzalov u to vreme „nemi” mjuzikl Show Boat u mjuzikl. Budući da tadašnji mikrofoni nisu mogli da prepoznaju više od dijaloga, nakon snimanja filma morali su da se dodaju drugi zvukovi. Foli i njegova mala ekipa projektovali su film na ekran dok su snimali jednu numeru zvuka koja je sadržala njihove zvučne efekte uživo. Njihov tajming je morao biti savršen, tako da su se koraci i zatvaranje vrata sinhronizovali sa pokretima glumaca u filmu. Džek Foli je stvarao zvuke za filmove do svoje smrti 1967. Njegove osnovne metode koriste se i danas.
Savremena umetnost zvučnih efekata je napredovala sa razvojom tehnologija snimanja. Danas se zvukovi ne moraju snimati uživo na jednoj audio traci. Oni se mogu se snimiti odvojeno na pojedinačnim trakama i pažljivo sinhronizovati sa svojim vizuelnim pandanima. Studiji zvučnog efekta koriste stotine rekvizita i digitalnih efekata da bi rekreirali ambijentalne zvuke svojih filmova.

## Upotrebe
Zvučni efekati dopunjavaju ili zamenjuju zvuk snimljen u vreme snimanja, poznat kao terenski snimak. Zvučna kulisa većine filmova koristi kombinaciju oba. Umetnik zvučnih efekata je osoba koja stvara ovu zvučnu umetnost. Umetnici zvučnih efekata koriste kreativnost da učine da gledaoci veruju da su zvučni efekti zapravo stvarni. Gledaoci ne bi trebalo da mogu da uoče da zvuk zapravo nije bio deo samog procesa snimanja. Zvučni efekati se dodaju u film u postprodukciji nakon što je film snimljen. Potreba za zamenom ili poboljšanjem zvukova u filmskoj produkciji proizlazi iz činjenice da su vrlo često izvorni zvukovi uhvaćeni tokom snimanja ometani bukom ili nisu dovoljno ubedljivi da bi naglasili vizuelni efekat ili radnju. Na primer, scene borbe pesnicama u akcionom filmu obično glume kaskaderi i zato nemaju stvarne zvukove udaraca. Rekviziti, kompleti i kostimi često su izrađeni od relativno jeftinih i laganih materijala koji vizuelno podsećaju, ali zapravo ne zvuče kao skuplji materijali. Padovi i eksplozije se često dodaju ili pojačavaju u fazi postprodukcije. Željeni efekat je da se originalnom zvučnom zapisu dodaju zvukovi koji su izuzeti tokom snimanja. Izuzevši ove zvukove tokom snimanja na terenu, a zatim ih vraćajući u zvučni zapis tokom postprodukcije, urednici imaju potpunu kontrolu nad tim kako zvuči svaki zvuk, njegovim kvalitetom i relativnom jačinom zvuka. Zvučni efekti dodaju dubinu i realizam kvalitetu zvuka za multimedijalne izvore.

## Stvaranje
Zvučni efekat se stvara od strane umjetnika zvuka koji oponaša stvarni izvor zvuka u muzičkom studiju. Često se koristi mnogo malih zvučnih efekata u bilo kojoj sceni filma. Proces snimanja svih njih može biti dugotrajan.
Umetnost zvučnih efekata može se podeliti u tri glavne kategorije - koraci, pokreti i specifičnosti.

### Koraci
Ova kategorija uključuje zvuk koraka. Da bi napravili zvuk hoda niz stepenište, umetnici zvučnih efekata gaze svojim nogama po mramornoj ploči dok gledaju snimke. Studiji zvučnih efekatra imaju u svom inventaru mnoštvo različitih vrsta cipela i nekoliko različitih vrsta podova kako bi stvorili zvukove koraka. Ti se podovi, poznati kao Foli Pits,
 variraju u opsegu od mramornih kvadrata do šljunka i kamenih jama. Stvaranje pravog zvuka koraka može uveliko poboljšati osjećaj scene. Umetnici iz zvučnih efekata često se nazivaju „Foli šetači” ili „steperi” kada rade u podsekciji „koraka” zvučnih efekata.

### Pokreti
Kategoriju „pokreta” čini mnoštvo suptilnijih zvukova koji se čuju u filmovima, na primjer zvužduk odjeće kad dva glumca prolaze jedan pored drugog. Ovaj zvuk nastaje trljanjem dva komada istog materijala u blizini mikrofona istom brzinom kojom se kreću glumčeve noge. Tkanina se ne koristi uvek i obično se snima prema nahođenju miksera za presnimavanje koji ultimatno kontroliše konačni ishod procesa postprodukcije zvuka.